# Granvin
Granvin är en tätort och en kyrkby i Voss kommun i Vestland fylke i västra Norge. Tätorten ligger där riksväg 13 möter fylkesväg 79, längst inne vid Granvinsfjorden, en arm av Hardangerfjorden. Norr om tätorten, på östra sidan av Granvinsvatnet, ligger Granvins kyrka.
Orten utgjorde tidigare centralort i dåvarande Granvins kommun i Hordaland fylke.

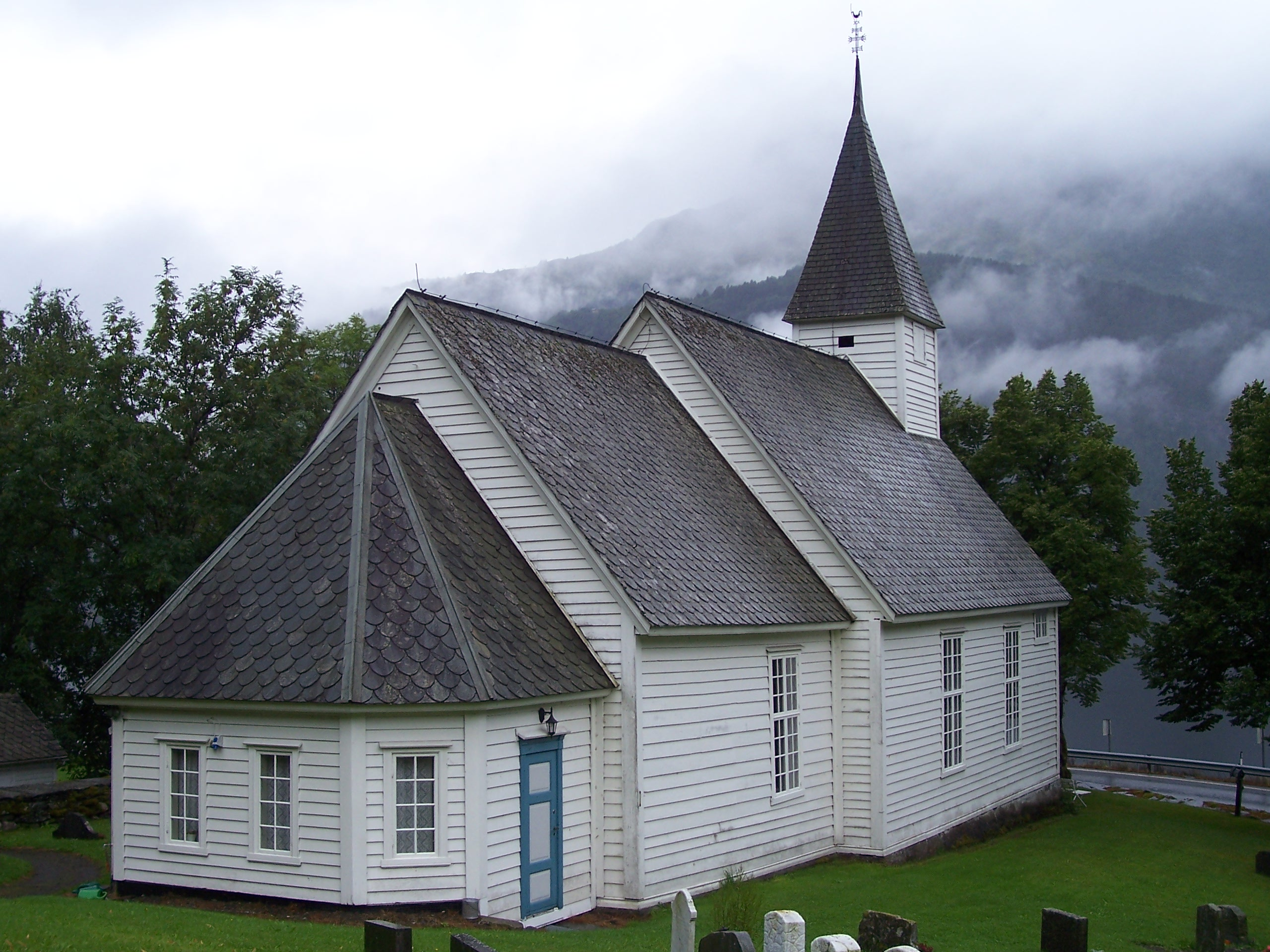
Granvins kyrka.